# Elena Curelaru
Elena Curelaru (n. 20 decembrie 1922 Dorohoi – d. 31 iulie 2003) a fost o poetă și pictoriță română.

## Date biografice
Urmează cursurile școlii primare la Dorohoi (abs. 1935) și Școala normală din Drobeta Turnu-Severin (1937-1944).
- Funcționează ca învățătoare la Darabani (1947), referent principal la Secția Financiară din Dorohoi (1947-1952), funcționara la Arhivele Statului din Dorohoi (1966-1969), educatoare la Școala Generală Nr. 1 Crișan, com. Hilișeu-Horia (1969-1971).
- Din 1960 frecventează cercul de arte plastice din cadrul Casei de Cultură Dorohoi, urmând apoi cursurile Școlii Populare de Artă din Botoșani (1967-1970); A fost prezentă în viața artistică organizând expoziții personale: Botoșani (1970,1972,1977,1981), Dorohoi (1972,1975), Bacău (1978), Iași (1983), Tulcea (1984,1985), Măcin - jud. Tulcea (1985), Isaccea - jud. Tulcea (1985), Olanda - unde a fost și premiată (1993,1994), participând și la numeroase expoziții colective: Botoșani (1970,1975,1978,1985,1986,1988), București (1971,1974), Dorohoi (1973,1976,1988), Iași (1982,1983,1985,1986), Tulcea (1985,1987,1988); a obținut numeroase și valoroase premii și diplome.
- A fost membră a cenaclurilor literare Septentrion (Dorohoi) și "G. Călinescu" (Iași, până în 1989) și a cenaclului de arte plastice "Artur Verona" (până în 1996). A colaborat cu versuri la ziarul "Clopotul" (Botoșani, 1989) și la revista "Cuvânt și suflet" (Iași, din 1995 până în 2002).

## Volume publicate
- Troița de lumina, versuri, Ed. Arcade, Iași, 1995;
- Arborele memoriei, proză, Ed. GEEA, Dorohoi, 2000.

OPERA: Troiță de lumină (versuri; Iași: Arcade, 1995), Arborele memoriei (proză scurtă; Botoșani: Geea, 2000).
REFERINȚE:
ȚOPA,V. La Galeriile „Luceafărul” – Elena Curelaru, pictură, Clopotul, nr. 4915, 1989; LEON,A. Nostalgia spațiului agrest, Monitorul, 18 oct. 1995; CĂRUNTU,N. „Troiță de lumină”, Gazeta de Botoșani, nr. 1589, 1996; CĂRUNTU,N. „Arborele memoriei” sau aducerea aminte a Elenei Curelaru, Hyperion- caiete botoșănene, nr. 1, 2003.